# ¿Quién teme a Virginia Woolf?
¿Quién teme a Virginia Woolf? (Who's Afraid of Virginia Woolf? en su título original) es una obra de teatro en tres actos del dramaturgo estadounidense Edward Albee estrenada en 1962.

## Argumento
Martha y George son un matrimonio maduro, que llevan juntos 20 años. Ella es hija de un rector universitario. Es una mujer fuerte que aun conserva su belleza, pero con reacciones en ocasiones violentas. Él es algo más joven, igualmente apuesto, y dotado de una inteligencia inquietante. El matrimonio invita a una velada en casa a un joven profesor de la Universidad y su esposa. Ante la mirada de sus invitados Martha y George caen en un huracán de riñas, reproches mutuos y odios ocultos. Tras la marcha de Nick y Honey, los anfitriones vuelven a enfrentarse con su soledad.

## Representaciones destacadas
- Billy Rose Theatre, Broadway, 13 de octubre de 1962. Estreno.
  - Dirección: Alan Schneider
  - Intérpretes: Uta Hagen (Martha), Arthur Hill (George), Melinda Dillon (Honey), George Grizzard (Nick).

- Piccadilly Theatre, Londres, 1963.[2]
  - Dirección: Alan Schneider
  - Intérpretes: Uta Hagen (Martha), Arthur Hill (George), Beverlee McKinsey (Honey), Richard Easton  (Nick).

- Théâtre de la Renaissance, París, 1964.
  - Adaptación: Jean Cau.
  - Dirección: Franco Zeffirelli.
  - Intérpretes: Madeleine Robinson (Martha), Raymond Gérome (George), Pascale Audret (Honey), Claude Giraud (Nick)

- Music Box Theatre, Broadway, 1976.
  - Dirección: Edward Albee
  - Intérpretes: Colleen Dewhurst (Martha), Ben Gazzara (George), Maureen Anderman (Honey), Richard Kelton (Nick).

- Longacre Theatre, Broadway, 2004.
  - Dirección: Anthony Page
  - Intérpretes: Kathleen Turner (Martha), Bill Irwin (George), Mireille Enos (Honey), David Harbour (Nick).

- Teatro el Milagro, México, 2019.
  - Intérpretes: Laura Almela (Martha), Daniel Giménez Cacho (George), Ana Clara Castañón (Honey), Pedro De Tavira (Nick).

## La obra en España
En su estreno en España, en 1966, en plena dictadura franquista, dado su fuerte contenido, la obra se anunciaba bajo enunciados como No aconsejable para público no preparado o Únicamente apta para espectadores de sólida formación. Entre las representaciones de la pieza en España pueden mencionarse como más destacadas las siguientes:
- Teatro Goya, Madrid,  1966. Estreno en España.[4]
  - Adaptación: José Méndez Herrera.
  - Dirección: José Osuna.
  - Intérpretes: Mari Carrillo (Martha), Enrique Diosdado (George), Lolita Losada (Honey), Ricardo Garrido (Nick).

- Teatro Principal, Alicante, 1999.[5]
  - Adaptación: Adolfo Marsillach.
  - Intérpretes: Nuria Espert (Martha), Adolfo Marsillach (George), Marta Fernández Muro (Honey), Pep Munné (Nick).

- Teatro La Latina, Madrid, 2012.[6]
  - Dirección: Daniel Veronese.
  - Intérpretes: Carmen Machi (Martha), Pere Arquillué (George), Mireia Aixalà (Honey),  Ivan Benet (Nick).

## Versión cinematográfica
La obra alcanzó su mayor cuota de popularidad gracias a la versión cinematográfica del mismo título, dirigida por Mike Nichols y protagonizada por Richard Burton y Elizabeth Taylor en 1966.